# Kanton Le Touvet
Der Kanton Le Touvet war bis 2015 ein französischer Wahlkreis im Arrondissement Grenoble, im Département Isère und der Region Rhône-Alpes. Er umfasste die Wahlberechtigten für die Generalratswahl aus 14 Gemeinden, Hauptort war Le Touvet. Vertreter im conseil général des Départements war zuletzt von 1994 bis 2015 Georges Bescher (PS).

## Gemeinden
| Gemeinde                 | Einwohner Jahr | Fläche km² | Bevölkerungsdichte | Code INSEE | Postleitzahl |
| ------------------------ | -------------- | ---------- | ------------------ | ---------- | ------------ |
| Barraux                  | 1890 (2013)    | 11,13      | 170 Einw./km²      | 38027      | 38530        |
| La Buissière             | 673 (2013)     | 7,71       | 87 Einw./km²       | 38062      | 38530        |
| Chapareillan             | 2912 (2013)    | 30,28      | 96 Einw./km²       | 38075      | 38530        |
| Crolles                  | 8212 (2013)    | 14,21      | 578 Einw./km²      | 38140      | 38920        |
| La Flachère              | 462 (2013)     | 2,85       | 162 Einw./km²      | 38166      | 38530        |
| Lumbin                   | 2108 (2013)    | 6,77       | 311 Einw./km²      | 38214      | 38660        |
| Saint-Bernard            | 631 (2013)     | 21,59      | 29 Einw./km²       | 38367      | 38660        |
| Saint-Hilaire            | 1397 (2013)    | 8,61       | 162 Einw./km²      | 38395      | 38660        |
| Sainte-Marie-d’Alloix    | 489 (2013)     | 3,04       | 161 Einw./km²      | 38417      | 38660        |
| Sainte-Marie-du-Mont     | 238 (2013)     | 23,87      | 10 Einw./km²       | 38418      | 38660        |
| Saint-Pancrasse          | 431 (2013)     | 6,71       | 64 Einw./km²       | 38435      | 38660        |
| Saint-Vincent-de-Mercuze | 1476 (2013)    | 7,85       | 188 Einw./km²      | 38466      | 38660        |
| La Terrasse              | 2463 (2013)    | 9,47       | 260 Einw./km²      | 38503      | 38660        |
| Le Touvet                | 3075 (2013)    | 11,56      | 266 Einw./km²      | 38511      | 38660        |